# Termotaksja
Termotaksja – jedna z taksji, reakcja ruchowa swobodnie przemieszczających się organizmów jednokomórkowych na temperaturę panującą w ich otoczeniu.